# Neobisium aueri
Neobisium aueri är en spindeldjursart som beskrevs av Beier 1962. Neobisium aueri ingår i släktet Neobisium och familjen helplåtklokrypare. Inga underarter finns listade i Catalogue of Life.